# Willy Teirlinck

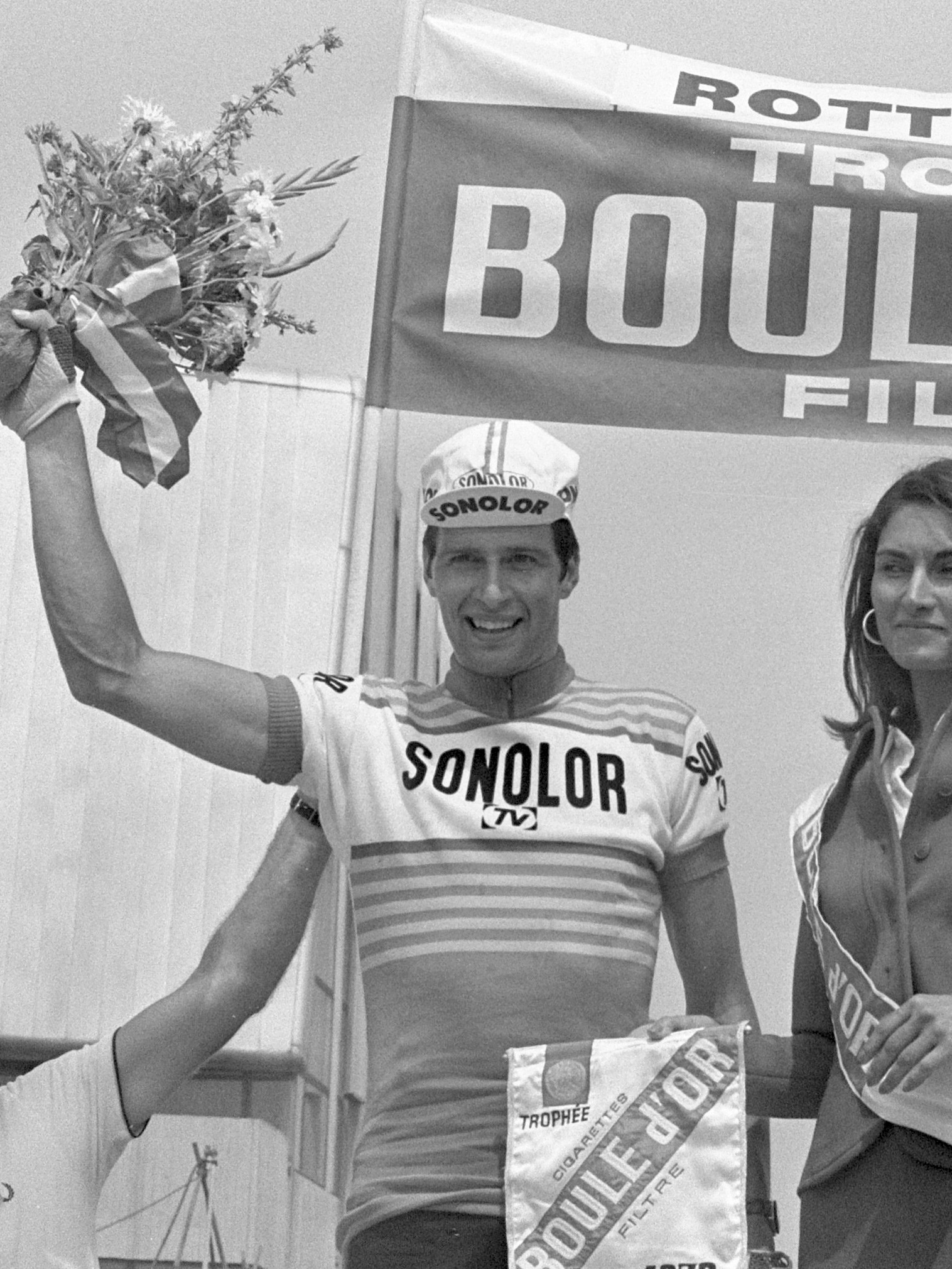
Willy Teirlinck (1973)

Willy Teirlinck (* 10. Juni 1948 in Teralfene) ist ein ehemaliger belgischer Radrennfahrer und Sportlicher Leiter.
Als Amateur startete er für die belgische Nationalmannschaft. 1970 gewann er eine Etappe der Algerien-Rundfahrt, die er auf dem 6. Platz der Gesamtwertung beendete. Die Internationale Friedensfahrt fuhr er 1970. Er wurde 12. der Gesamtwertung und damit bester Fahrer der belgischen Nationalmannschaft. 
Willy Teirlinck war von 1970 bis 1986 Berufssportler. In dieser Zeit konnte er 96 Siege verzeichnen, darunter 1975 die belgische Straßenmeisterschaft. Er startete zehnmal bei der Tour de France, gewann fünf Etappen und 1973 trug er einen Tag lang das Gelbe Trikot. Zudem gelangen ihm Etappensiege bei großen und kleineren Rundfahrten wie der Deutschland-Tour und der Vuelta a España. 1973 gewann er den Grand Prix de Fourmies und den Grand Prix d’Orchies, 1976 den Grand Prix Pino Cerami sowie 1977 und 1978 die Tour de Picardie, 1980 und 1981 den Grote Prijs Beeckman-De Caluwé.
In seinem letzten Jahr als Profi fuhr Teirlinck für das Team „Sigma Coatings“, für das er anschließend als Sportlicher Leiter fungierte. Später war er im Radsportteam Collstrop-De Federale Verzekeringen in dieser Funktion tätig.
Ab 2005 arbeitete Willy Teirlinck für die Sportverwaltung seiner Heimatgemeinde Affligem und unterrichtete Radsport. In Liedekerke wird jährlich das Rennen „Willy Teirlinck Classic“ ausgetragen.